# Кох, Курт
Курт Кох (нем. Kurt Koch; род. 15 марта 1950, Эмменбрюке, кантон Люцерн, Швейцария) — швейцарский куриальный кардинал, доктор теологии. Епископ Базеля с 21 августа 1995 по 1 июля 2010. Председатель Папского Совета по содействию Христианскому Единству с 1 июля 2010. Кардинал-дьякон с титулярной диаконией Ностра-Синьора-дель-Сакро-Куоре-ин-Чирко-Агонале с 20 ноября 2010 по 3 мая 2021. Кардинал-священник с титулярной диаконией pro hac vice Ностра-Синьора-дель-Сакро-Куоре-ин-Чирко-Агонале с 3 мая 2021.

## Ранняя жизнь, образование и священство
Родился в Эмменбрюке, в кантоне Люцерн. Изучал богословие в университете Людвига Максимилиана в Мюнхене и в университете Люцерна, получил высшее образование в 1975 году. Был рукоположён в священника 20 июня 1982 года.

## Епископ Базеля
21 августа 1995 года Кох был избран епископом Базеля и утверждён папой римским Иоанном Павлом II 6 декабря того же года. Он получил свою епископскую хиротонию 6 января 1996 года. Ординацию совершил непосредственно Иоанн Павел II, которому сослужили и помогали: Джованни Баттиста Ре — титулярный архиепископ Весковьо, заместитель государственного секретаря Святого Престола, и Хорхе Мария Мехиа — титулярный архиепископ Аполлонии, секретарь Конгрегации по делам Епископов и секретарь Коллегии Кардиналов.
Когда 20 мая 2004 года группа швейцарских интеллектуалов и богословов призвала к отставке Иоанна Павла II, епископ Кох описал этот акт как «отвратительный и вероломный» — тем более, что призыв был озвучен в восемьдесят четвёртый день рождения папы римского. В 2006 году он поддержал право мусульман на строительство минаретов в Швейцарии, но также просил о большей религиозной свободе для христиан в мусульманских странах.
27 июня 2007 года Кох, наряду с несколькими другими католическими прелатами, посетил брифинг кардинала Тарчизио Бертоне в Апостольском дворце о предстоящем motu proprio папы римского Бенедикта XVI, разрешающем более широкое служение Тридентской мессы. Позднее он защищал документ Конгрегации Доктрины Веры, разъясняющий выражение «subsistit in» в Lumen Gentium, хотя и подтвердил, что документ мог показаться смущающим или оскорбительным протестантам и католикам-экуменистам. Епископ также сказал, что документ и его принятие показали различия между экуменическими целями католиков и православных и таковыми протестантов.
В 2007—2009 годах Кох также являлся председателем епископской конференции Швейцарии и заседал в Совете религий Швейцарии.

## Папский Совет по содействию Христианскому единству
По мнению некоторых экспертов епископ Курт Кох считался наиболее вероятным преемником кардинала Вальтера Каспера на посту председателя Папского Совета по содействию Христианскому единству. И 1 июля 2010 года Курт Кох был назначен председателем Папского Совета по содействию Христианскому единству, сменив на этом посту кардинала Вальтера Каспера. Об этом епископ Курт Кох объявил 29 июня 2010 года в специальном письме, адресованном католической епархии Базеля. К исполнению своих новых обязанностей он приступил 1 июля. В это же самое время Курт Кох, был возведён в ранг архиепископа.
Назначение Курта Коха председателем Папского Совета по содействию Христианскому единству привело к возведению архиепископа Коха в кардиналы, на ближайшей консистории, которая состоялась осенью 2010 года.

## Кардинал
20 октября 2010 года, в ходе генеральной аудиенции на площади Святого Петра папа римский Бенедикт XVI объявил о назначении 24 новых кардиналов, среди них и Курт Кох. Согласно традиции архиепископ Кох будет возведен в сан кардинала-дьякона на этой консистории.
20 ноября 2010 года состоялась консистория на которой кардиналу Курту Коху была возложена кардинальская шапка и он стал кардиналом-дьяконом с титулярной диаконией Ностра-Синьора-дель-Сакро-Куоре-ин-Чирко-Агонале. А 21 ноября состоялась торжественная Месса по случаю вручения кардинальских перстней.
Участник Конклава 2013 года.
3 мая 2021 года возведён в сан кардинала-священника с титуярной диаконией pro hac vice Ностра-Синьора-дель-Сакро-Куоре-ин-Чирко-Агонале.
Участник Конклава 2025 года, где был избран папа Лев XIV.

## Награды
- Орден Дружбы (4 апреля 2015 года, Армения) — за значительный вклад в признание Геноцида армян, распространение духовных ценностей, а также укрепление армяно-итальянских культурных связей[15].